# 밀양 변계량 비각
밀양 변계량 비각(密陽 卞季良 碑閣)은 대한민국 경상남도 밀양시 초동면 신호리에 있는 비각이다.
1983년 7월 20일 경상남도의 문화재자료 제27호 변계량 비각으로 지정되었다가, 2018년 12월 20일 현재의 명칭으로 변경되었다.

## 개요
조선 전기 문신이었던 변계량과 그의 아버지 판서공 변옥란, 친형인 춘당 변중량의 행적을 기록해 놓은 비를 보호하고 있는 비각이다.
변계량(1369∼1430)은 조선 건국 초기에 예조판서 등의 여러 중요한 관직을 거쳤으며, 특히 문장에 뛰어나 20여년간 대제학을 맡아 외교문서를 작성하였다. 세종(재위 1418∼1450) 때에는 『태조실록』의 편찬과 『고려사』수정 작업에 참여하였다.
변옥란(1322∼1395)은 고려말에 3판서를 지내고, 이성계를 추대하여 조선 개국의 공신이 되었다.
변중량(1352∼1398)은 조선 태조 때 좌승지를 지냈으며 시문(詩文)에 능하였다.
담장이 둘러싸인 자그마한 비각으로 ‘변씨 3현 비각’이라 불리기도 한다. 이 비각은 1946년에 후손들이 세운 것으로, 그들의 행적을 기리고 옛 자취를 기념하고자 고향인 이곳에 터를 잡았다.

## 참고 자료
- 밀양 변계량 비각 - 국가유산청 국가유산포털